# Bicyclus albocincta
Bicyclus albocincta je leptir iz porodice šarenaca. Pronađen je u DR Kongu.

## Vanjske poveznice
|  | Zajednički poslužitelj ima još gradiva o temi Bicyclus albocincta |